# Lliurona
Lliurona ist ein Ortsteil der spanischen Gemeinde Albanyà in der Provinz Girona  der Region Katalonien. Der Ort hatte 38 Einwohner im Jahr 2012. 
Die romanische Kirche Sant Andreu aus dem 11. Jahrhundert wurde 1983 auf die Liste der geschützten Baudenkmäler gesetzt.